# Фокс, Де’Аарон
Де’Аарон Фокс (англ. De'Aaron Fox), род. 20 декабря 1997, Новый Орлеан, Луизиана) — американский профессиональный баскетболист, выступающий за команду Национальной баскетбольной ассоциации «Сан-Антонио Спёрс». На студенческом уровне играл за «Кентукки Уайлдкэтс».

## Профессиональная карьера
3 апреля 2017 года стало известно, что Де’Аарон наймет агента и выставит свою кандидатуру на драфт НБА.

### Сакраменто Кингз (2017—2025)
22 июня 2017 года Де’Аарон Фокс был выбран на драфте НБА в первом раунде под общим пятым номером командой «Сакраменто Кингз». 8 июля 2017 года Фокс подписал контракт с «Сакраменто». Играл в матче восходящих звёзд НБА 2018, заменив в составе травмированного Лонзо Болла.
В ноябре 2020 года продлил контракт с «Кингз» на 5 лет и 163 млн долларов. Сумма может быть увеличена до 195,6 млн при выполнении игроком определённых условий.
10 февраля 2023 года Фокс впервые в своей карьере был включен в список на матч всех звезд в качестве запасного. Фокс и Энтони Эдвардс были объявлены в качестве замены травмированных Стефена Карри и Зайона Уильямсона.
19 апреля 2023 года Фокс был назван первым обладателем награды «лучшего игрока сезона НБА в клатче», опередив Джимми Батлера и Демара Дерозана.

### Сан-Антонио Спёрс (2025—настоящее время)
В конце декабря-начале января в сети появилась информация, что Фоксу не понравилось увольнение главного тренера Майка Брауна, а также «недоволен постоянными трудностями команды при выходе в плей-офф». Поэтому он дал понять руководству Кингз, что не станет подписывать новый контракт летом 2026 года.
3 февраля 2025 года Фокс был обменян в «Сан-Антонио Спёрс» в рамках трёхстороннего обмена, в результате которого «Спёрс» помимо Фокса получили Джордана Маклафлина, в «Сакраменто» отправился Зак Лавин из «Чикаго Буллз», Сиди Сиссоко из «Спёрс», а также 3 пика первого раунда (2025 года «Хорнетс», 2027 года «Спёрс» и 2031 года «Тимбервулвз») и 3 пика второго раунда (2025 года Буллз, 2028 года Наггетс и 2028 года Кингс). «Чикаго» же получили Зака Коллинза и Тре Джонса из «Спёрс», Кевина Хьюртер из «Сакраменто», а также вернули собственный пик первого раунда 2025 года.
5 февраля 2025 года Фокс дебютировал за «Сперс», набрав 24 очка, пять подборов, 13 передач (что стало его рекордом сезона) и три перехвата в победе над «Атлантой Хокс» со счетом 126:125. Он стал первым игроком в истории франшизы «Сперс», набравшим 20+ очков и 10+ передач в дебютном матче.
14 марта 2025 года стало известно, что Фокс пропустит остаток сезона из-за операции на мизинце.

## Статистика

### Статистика в НБА
| Сезон                                                                                    | Команда     | Регулярный сезон | Регулярный сезон | Регулярный сезон | Регулярный сезон | Регулярный сезон | Регулярный сезон | Регулярный сезон | Регулярный сезон | Регулярный сезон | Регулярный сезон | Регулярный сезон | Серия плей-офф | Серия плей-офф | Серия плей-офф | Серия плей-офф | Серия плей-офф | Серия плей-офф | Серия плей-офф | Серия плей-офф | Серия плей-офф | Серия плей-офф | Серия плей-офф |
| Сезон                                                                                    | Команда     | GP               | GS               | MPG              | FG%              | 3P%              | FT%              | RPG              | APG              | SPG              | BPG              | PPG              | GP             | GS             | MPG            | FG%            | 3P%            | FT%            | RPG            | APG            | SPG            | BPG            | PPG            |
| ---------------------------------------------------------------------------------------- | ----------- | ---------------- | ---------------- | ---------------- | ---------------- | ---------------- | ---------------- | ---------------- | ---------------- | ---------------- | ---------------- | ---------------- | -------------- | -------------- | -------------- | -------------- | -------------- | -------------- | -------------- | -------------- | -------------- | -------------- | -------------- |
| 2017/18                                                                                  | Сакраменто  | 73               | 61               | 27,8             | 41,2             | 30,7             | 72,3             | 2,8              | 4,4              | 1,0              | 0,3              | 11,6             | Не участвовал  | Не участвовал  | Не участвовал  | Не участвовал  | Не участвовал  | Не участвовал  | Не участвовал  | Не участвовал  | Не участвовал  | Не участвовал  | Не участвовал  |
| 2018/19                                                                                  | Сакраменто  | 81               | 81               | 31,4             | 45,8             | 37,1             | 72,7             | 3,8              | 7,3              | 1,6              | 0,6              | 17,3             | Не участвовал  | Не участвовал  | Не участвовал  | Не участвовал  | Не участвовал  | Не участвовал  | Не участвовал  | Не участвовал  | Не участвовал  | Не участвовал  | Не участвовал  |
| 2019/20                                                                                  | Сакраменто  | 51               | 49               | 32,0             | 48,0             | 29,2             | 70,5             | 3,8              | 6,8              | 1,5              | 0,5              | 21,1             | Не участвовал  | Не участвовал  | Не участвовал  | Не участвовал  | Не участвовал  | Не участвовал  | Не участвовал  | Не участвовал  | Не участвовал  | Не участвовал  | Не участвовал  |
| 2020/21                                                                                  | Сакраменто  | 58               | 58               | 35,1             | 47,7             | 32,2             | 71,9             | 3,5              | 7,2              | 1,5              | 0,5              | 25,2             | Не участвовал  | Не участвовал  | Не участвовал  | Не участвовал  | Не участвовал  | Не участвовал  | Не участвовал  | Не участвовал  | Не участвовал  | Не участвовал  | Не участвовал  |
| 2021/22                                                                                  | Сакраменто  | 59               | 59               | 35,3             | 47,3             | 29,7             | 75,0             | 3,9              | 5,6              | 1,2              | 0,4              | 23,2             | Не участвовал  | Не участвовал  | Не участвовал  | Не участвовал  | Не участвовал  | Не участвовал  | Не участвовал  | Не участвовал  | Не участвовал  | Не участвовал  | Не участвовал  |
| 2022/23                                                                                  | Сакраменто  | 73               | 73               | 33,4             | 51,2             | 32,4             | 78,0             | 4,2              | 6,1              | 1,1              | 0,3              | 25,0             | 7              | 7              | 38,6           | 42,4           | 33,3           | 75,6           | 5,4            | 7,7            | 2,1            | 0,6            | 27,4           |
| 2023/24                                                                                  | Сакраменто  | 74               | 74               | 35,9             | 46,5             | 36,9             | 73,8             | 4,6              | 5,6              | 2,0              | 0,4              | 26,6             | Не участвовал  | Не участвовал  | Не участвовал  | Не участвовал  | Не участвовал  | Не участвовал  | Не участвовал  | Не участвовал  | Не участвовал  | Не участвовал  | Не участвовал  |
| 2024/25                                                                                  | Сакраменто  | 45               | 45               | 37,0             | 46,9             | 32,2             | 82,9             | 5,0              | 6,1              | 1,5              | 0,4              | 25,0             | Не участвовал  | Не участвовал  | Не участвовал  | Не участвовал  | Не участвовал  | Не участвовал  | Не участвовал  | Не участвовал  | Не участвовал  | Не участвовал  | Не участвовал  |
| 2024/25                                                                                  | Сан-Антонио | 17               | 17               | 34,0             | 44,6             | 27,4             | 81,9             | 4,3              | 6,8              | 1,5              | 0,3              | 19,7             | Не участвовал  | Не участвовал  | Не участвовал  | Не участвовал  | Не участвовал  | Не участвовал  | Не участвовал  | Не участвовал  | Не участвовал  | Не участвовал  | Не участвовал  |
|                                                                                          | Всего       | 531              | 517              | 33,3             | 47,0             | 33,0             | 74,6             | 3,9              | 6,1              | 1,4              | 0,4              | 21,5             | 7              | 7              | 38,6           | 42,4           | 33,3           | 75,6           | 5,4            | 7,7            | 2,1            | 0,6            | 27,4           |
| Наведите курсор мыши на аббревиатуры в заголовке таблицы, чтобы прочесть их расшифровку. |             |                  |                  |                  |                  |                  |                  |                  |                  |                  |                  |                  |                |                |                |                |                |                |                |                |                |                |                |

### Статистика в NCAA
| Сезон | Команда  | Conf  | Class | GP | GS | MPG  | FG%  | 3P%  | FT%  | RPG | APG | SPG | BPG | PPG  |
| --- | -------- | ----- | ----- | -- | -- | ---- | ---- | ---- | ---- | --- | --- | --- | --- | ---- |
| 2016/17 | Кентукки | SEC   | FR    | 36 | 34 | 29,6 | 47,9 | 24,6 | 73,6 | 4,0 | 4,6 | 1,5 | 0,2 | 16,7 |
| Всего | Всего    | Всего | Всего | 36 | 34 | 29,6 | 47,9 | 24,6 | 73,6 | 4,0 | 4,6 | 1,5 | 0,2 | 16,7 |
| Наведите курсор мыши на аббревиатуры в заголовке таблицы, чтобы прочесть их расшифровку Статистика приведена с сайта sports-reference.com |          |       |       |    |    |      |      |      |      |     |     |     |     |      |